# 楊州警察署
楊州警察署（ヤンジュけいさつしょ）は、京畿北部地方警察庁所管の警察署である。

## 管轄区域
- 楊州市

## 沿革
- 2003年12月19日 - 議政府警察署から分離。所管していた楊州市と東豆川市の8派出所を編入。管轄区域は楊州市、東豆川市。
- 2009年4月20日 - 東豆川警察署開設に伴い東豆川市内の5派出所を移管。管轄区域が楊州市になる。

## 管轄派出所
- 古邑派出所
- 州内派出所
- 白石派出所
- 広積派出所
- 徳渓派出所
- 桧泉派出所
- 長興派出所
- 銀峴派出所
- 南面派出所